# Raphaël (biblioteka programistyczna)
Raphaël – biblioteka programistyczna w języku JavaScript do rysowania grafiki wektorowej SVG. Wspiera także VML dla wieloplatformowości. Raphaël obecnie wspiera przeglądarki Mozilla Firefox 3.0+, Safari 3.0+, Opera 9.5+ i Internet Explorer 6.0+.

## Użycie
Na początku należy utworzyć instancję obiektu Raphaëla, która zarządza jego płótnem. Poniższy przykład tworzy płótno o rozmiarach 320x200:
```
// utworzy płótno na współrzędnych 10,50

var
 
r
 
=
 
Raphael
(
10
,
 
50
,
 
320
,
 
200
);
 

// płótno zostanie utworzone w lewym górnych rogu elementu #example (gdzie parametr "dir" został ustawiony na "ltr")

var
 
r
 
=
 
Raphael
(
document
.
getElementById
(
"example"
),
 
320
,
 
200
);

// identyczne jak wyżej

var
 
r
 
=
 
Raphael
(
"example"
,
 
320
,
 
200
);

```